# Монатт, Пьер
Пьер Монатт (фр. Pierre Monatte; 15 января 1881 — 27 июня 1960) — французский профсоюзный и политический деятель, троцкист и публицист. Один из основателей Революционно-синдикалистского крыла Всеобщей конфедерации труда Франции и журнала профсоюзов La Nouvelle Vie Ouvrière. Один из видных деятелей революционного синдикализма.

## Биография
В 1904—1914 годах — один из руководителей Всеобщей конфедерации труда Франции.
В начале XX века не скрывал своих анархических взглядов. В качестве делегата участвовал в работе Международного анархистского конгресса (1907, Амстердам). Вёл споры с Эррико Малатеста по поводу методов анархистского движения. Ссылался на Амьенскую хартию 1906 года, которая установила принцип «политического нейтралитета» профсоюзов. Позже отошел от анархизма в направлении марксизма.
Во время Первой мировой войны был одним из лидеров революционного меньшинства Всеобщей конфедерации труда, примыкал к циммервальдскому движению, но не к Циммервальдской левой. Выступая против войны (он и Альфред Росмер возглавляли антивоенное интернационалистское ядро издания La Vie ouvrière), в 1915 году из-за разногласий по вопросу о «превращении империалистической войны в войну гражданскую» ушёл в отставку со своей должности в профсоюзе.
В 1918—1920 годах участвовал в организации забастовочного движения французского пролетариата. На первом послевоенном съезде ВКТ, проходившем в Лионе с 15 по 21 сентября 1919 года, Монатт, Раймон Перика, Гастон Монмуссо и Жозеф Томмази возглавили меньшинство, стремившееся привести ВКТ в Третий интернационал и установить диктатуру пролетариата. В октябре 1919 года они возглавили Комитет революционных синдикалистов (Comités Syndicalistes Révolutionnaires) из 26 оппозиционных профсоюзов, и Монатт стал его генеральным секретарём. Он был одним из инициаторов создания «Комитета для возобновления международных связей», а затем членом «Комитета III Интернационала».
Перед очередным съездом ВКТ был арестован «за анархистский и коммунистический заговор» и освобождён в марте 1921 года. При этом после раскола в 1921 году Всеобщей конфедерации труда и выхода из неё революционного крыла остался в конфедерации и перешёл на позиции сотрудничества с её реформистскими лидерами.
В 1921—1924 годах входил в редакцию органа Французской ккоммунистической партии (ФКП) «L’Humanité» («Человечество»), однако в саму партию изначально не вступал. Уход из ФКП группы Людовика-Оскара Фроссара зимой 1922 года положил конец его колебаниям, и в марте 1923 года Монатт был принят в ряды компартии. Однако членом ФКП был недолго — в 1923—1924 годах.
В 1924 году, сотрудничая с Борисом Сувариным и Альфредом Росмером, организовал троцкистскую группу и повёл борьбу против официальной (просталинской) линии Французской компартии, за что был из неё исключён по обвинению в нарушении партдисциплины в ноябре 1924 года, во время чистки сторонников Левой оппозиции в ФКП.
С января 1925 года до конца жизни, издавая троцкистский орган «La Revolution proletarienne» («Пролетарская Революция»), вёл пропаганду против руководства Советского Союза и Коминтерна. В 1926 году основал Синдикалистскую лигу.